# Baş
Baş (türkisch für „Kopf“; „Haupt“ oder „Oberhaupt“) ist ein türkischer Familienname. 

## Namensträger
- Ali Baş (* 1976), deutscher Politiker (Bündnis 90/Die Grünen)
- Emre Can Baş (* 1991), türkischer Fußballspieler
- Erkan Baş (* 1979), türkischer Politiker und Wissenschaftler
- Haydar Baş (1947–2020), türkischer Politiker
- Nimet Baş (* 1965), türkische Juristin und Politikerin
- Sevda Baş (* 1996), türkische Schauspielerin